# جذور وأغصان (مسلسل)
جذور وأغصان مسلسل عراقي، من إخراج عبد الهادي مبارك، وتأليف عبد الوهاب الدايني.

## الممثلون
- حسن حسني (فنان عراقي).
- التفات عزيز.
- فارس عجام.
- فوزية حسن.
- فوزية الشندي.
- طالب الفراتي.
- شهاب أحمد.
- سمر محمد.
- عادل عثمان.
- خليل الرفاعي.
- أحلام عرب.
- عزيز جبر.